# Soós Jenő
Soós Jenő (Barcaújfalu, 1937. október 15. – Bukarest, 2001. augusztus 15.) romániai magyar matematikus, kutató és egyetemi oktató, a matematika tudományok doktora.

## Élete
A  bukaresti tudományegyetem matematika szakán végzett 1960-ban. 1960–1965 között tanársegéd ugyanott. 1965–1975 között és 1990-től haláláig a Román Akadémia matematikai intézetében tudományos kutató volt. 1977–1990 között a bukaresti INCREST (Institutul Naţional de Creaţie Stiinţifică şi Tehnică) intézetben dolgozott. Kutatómunkájával párhuzamosan egyetemi oktató volt a bukaresti egyetem matematika karán. A matematika tudományok doktora (1972). Előadott franciaországi és amerikai egyetemeken is.

## Munkássága
Kutatási területe a szilárd testek mechanikája. 1965-től jelennek meg tudományos dolgozatai hazai és külföldi szakfolyóiratokban. Monográfiát írt a tenzorszámítás és szilárd testek mechanikája tárgykörében. Tudományos cikkeit és könyveit Soós Eugen néven írta.

## Kötetei
- Modele discrete şi continue ale solidelor (Bukarest, 1974);
- Tehnici de calcul vectorial cu aplicaţii (C. Teodosiuval, Bukarest, 1976);
- Probleme actuale în mecanica solidelor (Bukarest, 1977);
- Tehnici de calcul spinorial şi tensorial neeuclidian cu aplicaţii (Bukarest, 1979);
- Matematici clasice şi matematici moderne (Bukarest, 1982);
- Calcul tensorial cu aplicaţii în mecanica solidelor (Bukarest, 1983);
- Spinor and noneuclidean tensor calculus with applications. I–II. (Bukarest, 1983);
- Euklidean tensor calculus with applications (Bukarest, 1983).